# قلنسوي ثلاثي الألوان
قلنسوي ثلاثي الألوان (الاسم العلمي:Mycena tricolor) هو نوع من الفطريات يتبع جنس القلنسوي من فصيلة القلنسوية.